# سن کارلوس (شیلی)
سن کارلوس (به اسپانیایی: San Carlos) یک شهر و شهرستان در شیلی است که در استان نوبل واقع شده‌است. سن کارلوس ۸۷۴٫۰ کیلومترمربع مساحت و ۵۱٬۰۳۵ نفر جمعیت دارد و ۱۶۱ متر بالاتر از سطح دریا واقع شده.